# 사토 소타
사토 소타(일본어: 佐藤 颯汰, 1999년 4월 21일~)는 일본의 축구 선수이다.

## 구단 경력
그는 2018년 J3리그의 기라반츠 기타큐슈에 입단했다. 2019년 J3리그 우승으로 J2리그로 승격했다. 2021년까지 25경기에 출전하여, 3득점을 넣었다. 2022년부터 2023년까지 J3리그의 테게바자로 미야자키에서 뛰었다.